# 대학정보보호동아리연합회
대학정보보호동아리연합회(KUCIS : Korea University Clubs Information Security)는 한국인터넷진흥원(구 한국정보보호진흥원)에서 주관하는 ‘대학정보보호동아리 지원사업’에 참여하는 대한민국 대학(교)의 정보보호 및 컴퓨터 보안 동아리의 모임이자 대한민국의 해커그룹이다.
2000년 한국정보보호진흥원의 대학정보보호동아리 지원사업의 시작과 함께 결성되었으며, 3개년 지원 계획에 따라 2003년에 종료되었다. 이후, 대학 정보보호 인력의 올바른 정보보호 마인드를 배양하고, 우수한 정보보호 인력양성을 위해 2006년을 기점으로 다시 지원사업이 재개되었다. 본 사업은 전문성 강화를 위한 교육, 세미나, 워크샵 개최

및 경진대회를 통한 우수 동아리 해외 컨퍼런스 참가기회 부여, 정보화 소외계층을 대상으로 한 봉사활동
등의 활동을 하고 있으며, 매년 40개 내외의 대학 동아리(해커그룹)가 ‘대학정보보호동아리 지원사업’에 선정되어
 활동하고 있다. 매년 활동 실적을 평가하여 활동 실적이 우수한 동아리(해커그룹)는 시상

을 한다.

## 주요 추진 내용
- 교육, 세미나 등을 통한 전문기술 함양
- 동아리간 기술 교류 및 경진을 통한 기량 향상
- 산ㆍ학 연계를 통한 현장 체험 및 지역 봉사 활동 지원

## 같이 보기
- 해커단체
  - 파도콘
  - 해커스랩
  - 널루트
  - 비스트랩
  - 해커스쿨
  - FSU
- 대학교육 지원사업
  - 삼성소프트웨어멤버십 (삼성전자)
  - 마이크로소프트 아카데믹 프로그램 (한국마이크로소프트)